# Bundesautobahn 560
Bundesautobahn 560 (em português: Auto-estrada Federal 560) ou A 560, é uma auto-estrada na Alemanha.
A Bundesautobahn 560 tem 13 km de comprimento.

## Estados
Estados percorridos por esta auto-estrada:
- Renânia do Norte-Vestfália